# Championnats d'Europe d'athlétisme en salle 1971
Navigation
Les 2e Championnats d'Europe d'athlétisme en salle se sont déroulés les 13 et 14 mars 1971 au Festiwalna de Sofia, en Bulgarie. 23 épreuves figurent au programme (13 masculines et 10 féminines).

## Résultats

### Hommes
| Épreuves         | Or | Argent                                                                                            | Bronze                                                                                              |
| 60 m             | Valeriy Borzov (URS) 6 s 6                                                                               | Jobst Hirscht (FRG) 6 s 7                                                                         | Manfred Kokot (GDR) 6 s 8                                                                           |
| 400 m            | Andrzej Badeński (POL) 46 s 8                                                                            | Boris Savchuk (URS) 47 s 4                                                                        | Aleksandr Bratchikov (URS) 47 s 6                                                                   |
| 800 m            | Yevhen Arzhanov (URS) 1 min 48 s 7                                                                       | Phil Lewis (GBR) 1 min 50 s 5                                                                     | Andrzej Kupczyk (POL) 1 min 50 s 5                                                                  |
| 1 500 m          | Henryk Szordykowski (POL) 3 min 41 s 4                                                                   | Vladimir Panteley (URS) 3 min 41 s 5                                                              | Gianni Del Buono (ITA) 3 min 42 s 1                                                                 |
| 3 000 m          | Peter Stewart (GBR) 7 min 53 s 6                                                                         | Wilfried Scholz (GDR) 7 min 54 s 4                                                                | Yuriy Aleksashin (URS) 8 min 01 s 2                                                                 |
| 60 mètres haies  | Eckart Berkes (FRG) 7 s 8                                                                                | Aleksandr Demus (URS) 7 s 9                                                                       | Sergio Liani (ITA) 7 s 9                                                                            |
| Relais 4 × 400 m | Pologne Waldemar Korycki Jan Werner Andrzej Badeński Jan Balachowski 3 min 11 s 1                        | Union soviétique Aleksandr Bratchikov Semyon Kocher Boris Savchuk Yevgeniy Borisenko 3 min 11 s 9 | Bulgarie Krestyu Christov Alexander Yanev Alexander Popov Yordan Todorov 3 min 15 s 6               |
| Relais 4 × 800 m | Union soviétique Valeriy Taratynov Stanislav Meshcherskich Alexey Taranov Viktor Semyashkin 7 min 17 s 8 | Pologne Krzysztof Linkowski Zenon Szordykowski Michal Skowronek Kazimierz Wardak 7 min 19 s 2     | Allemagne de l'Ouest Paul-Heinz Wellmann Godehard Brysch Dieter Friedrich Bernd Eppler 7 min 25 s 0 |
| Saut en hauteur  | István Major (HUN) 2,17 m                                                                                | Jüri Tarmak (URS) 2,17 m                                                                          | Endre Kelemen (HUN) 2,17 m                                                                          |
| Saut à la perche | Wolfgang Nordwig (GDR) 5,40 m                                                                            | Kjell Isaksson (SWE) 5,35 m                                                                       | Yuriy Isakov (URS) 5,30 m                                                                           |
| Saut en longueur | Hans Baumgartner (FRG) 8,12 m                                                                            | Igor Ter-Ovanesyan (URS) 7,91 m                                                                   | Vasile Sarucan (ROU) 7,88 m                                                                         |
| Triple saut      | Viktor Saneïev (URS) 16,83 m                                                                             | Carol Corbu (ROU) 16,83 m                                                                         | Gennadiy Savlevich (URS) 16,24 m                                                                    |
| Lancer du poids  | Hartmut Briesenick (GDR) 20,19 m                                                                         | Valeriy Voykin (URS) 19,54 m                                                                      | Ricky Bruch (SWE) 19,50 m                                                                           |

### Femmes
| Épreuves         | Or | Argent | Bronze                                                                                     |
| 60 m             | Renate Stecher (GDR) 7 s 3                                                                                | Sylviane Telliez (FRA) 7 s 4                                                                                 | Annegret Irrgang (FRG) 7 s .4                                                              |
| 400 m            | Vera Popkova (URS) 53 s 7                                                                                 | Inge Bödding (FRG) 54 s 3                                                                                    | Maria Sykora (AUT) 54 s 4                                                                  |
| 800 m            | Hildegard Falck (FRG) 2 min 06 s 1                                                                        | Ileana Silai (ROU) 2 min 06 s 5                                                                              | Rosemary Stirling (GBR) 2 min 06 s 6                                                       |
| 1 500 m          | Margaret Beacham (GBR) 4 min 17 s 2                                                                       | Lyudmila Bragina (URS) 4 min 17 s 8                                                                          | Tamara Pangelova (URS) 4 min 18 s 1                                                        |
| 60 mètres haies  | Karin Balzer (GDR) 8 s 1                                                                                  | Annelie Ehrhardt (GDR) 8 s 1                                                                                 | Teresa Sukniewicz (POL) 8 s 3                                                              |
| Relais 4 × 200 m | Union soviétique Marina Nikiforova Tatyana Kondrasheva Lyudmila Aksenova Natalya Chistyakova 1 min 37 s 1 | Allemagne de l'Ouest Annelie Wilden Elfgard Schittenhelm Annegret Kroniger Christine Tackenberg 1 min 38 s 0 | Bulgarie Ivanka Venkova Ivanka Koshnicharska Sofka Kazandsheva Monka Bobcheva 1 min 39 s 7 |
| Relais 4 × 400 m | Union soviétique Lyubov Finogenova Galina Kamardina Vera Popkova Lyudmila Aksenova 3 min 36 s 6           | Allemagne de l'Ouest Gisela Ahlemeyer Gisela Ellenberger Anette Rückes Christa Czekay 3 min :39 s 6          | Bulgarie Svetla Zlateva Stefka Yordanova Dshena Bineva Tonka Petrova 3 min 47 s 8          |
| Saut en hauteur  | Milada Karbanová (TCH) 1,80 m                                                                             | Vera Gavrilova (URS) 1,80 m                                                                                  | Cornelia Popescu (ROU) 1,78 m                                                              |
| Saut en longueur | Heide Rosendahl (FRG) 6,64 m                                                                              | Irena Szewińska (POL) 6,56 m                                                                                 | Viorica Viscopoleanu (ROU) 6,53 m                                                          |
| Lancer du poids  | Nadezhda Chizhova (URS) 19,70 m                                                                           | Margitta Gummel (GDR) 19,50 m                                                                                | Antonina Ivanova (URS) 18,69 m                                                             |

## Tableau des médailles
| Rang | Nation               | Or | Argent | Bronze | Total |
| ---- | -------------------- | -- | ------ | ------ | ----- |
| 1    | Union soviétique     | 8  | 9      | 6      | 23    |
| 2    | Allemagne de l'Ouest | 4  | 4      | 2      | 10    |
| 3    | Allemagne de l'Est   | 4  | 3      | 1      | 8     |
| 4    | Pologne              | 3  | 2      | 2      | 7     |
| 5    | Royaume-Uni          | 2  | 1      | 1      | 4     |
| 6    | Hongrie              | 1  | 0      | 1      | 2     |
| 7    | Tchécoslovaquie      | 1  | 0      | 0      | 1     |
| 8    | Roumanie             | 0  | 2      | 3      | 5     |
| 9    | Suède                | 0  | 1      | 1      | 2     |
| 10   | France               | 0  | 1      | 0      | 1     |
| 11   | Bulgarie             | 0  | 0      | 3      | 3     |
| 12   | Italie               | 0  | 0      | 2      | 2     |
| 13   | Autriche             | 0  | 0      | 1      | 1     |